# Djebel al-Druze
El Djebel al-Druze o Muntanya dels Drusos (àrab: جبل الدروز, Jabal ad-Durūz), oficialment Djebel al-Arab o Muntanya dels Àrabs (àrab: جبل العرب, Jabal al-ʿArab), és una regió volcànica elevada, a la governació d'As-Suwayda, al sud de Síria. Molts dels habitants d'aquesta regió són àrabs de religió drusa, però també hi ha petites comunitats de musulmans sunnites i comunitats cristianes. En alguns moments històrics el nom es va donar a altres muntanyes, com el Xuf, al Líban, també poblat per drusos.
A la regió s'han trobat inscripcions safaítiques. L'Estat de Djebel Drus fou un territori autònom al Mandat francès per Síria i el LÍban de 1921 a 1936 i de 1940 a 1942.

## Pics
- Tell Qeni (1803 m)
- Tell Joualine (1732 m)
- Tell Sleiman (1703 m)
- Tell Qleib (1698 m)
- Tell Abou-Hamra (1482 m)
- Tell El-Ahmar (1452 m)
- Tell Abed-Mar (1436 m)
- Tell Khodr-Imtan (1341 m)
- Tell Azran (1220 m)
- Tell Shihan (1138 m)

En àrab el nom "tell" vol dir munt o turo, però pels drusos es refereix més aviat a un con volcànic.